# Isaac Carpenter

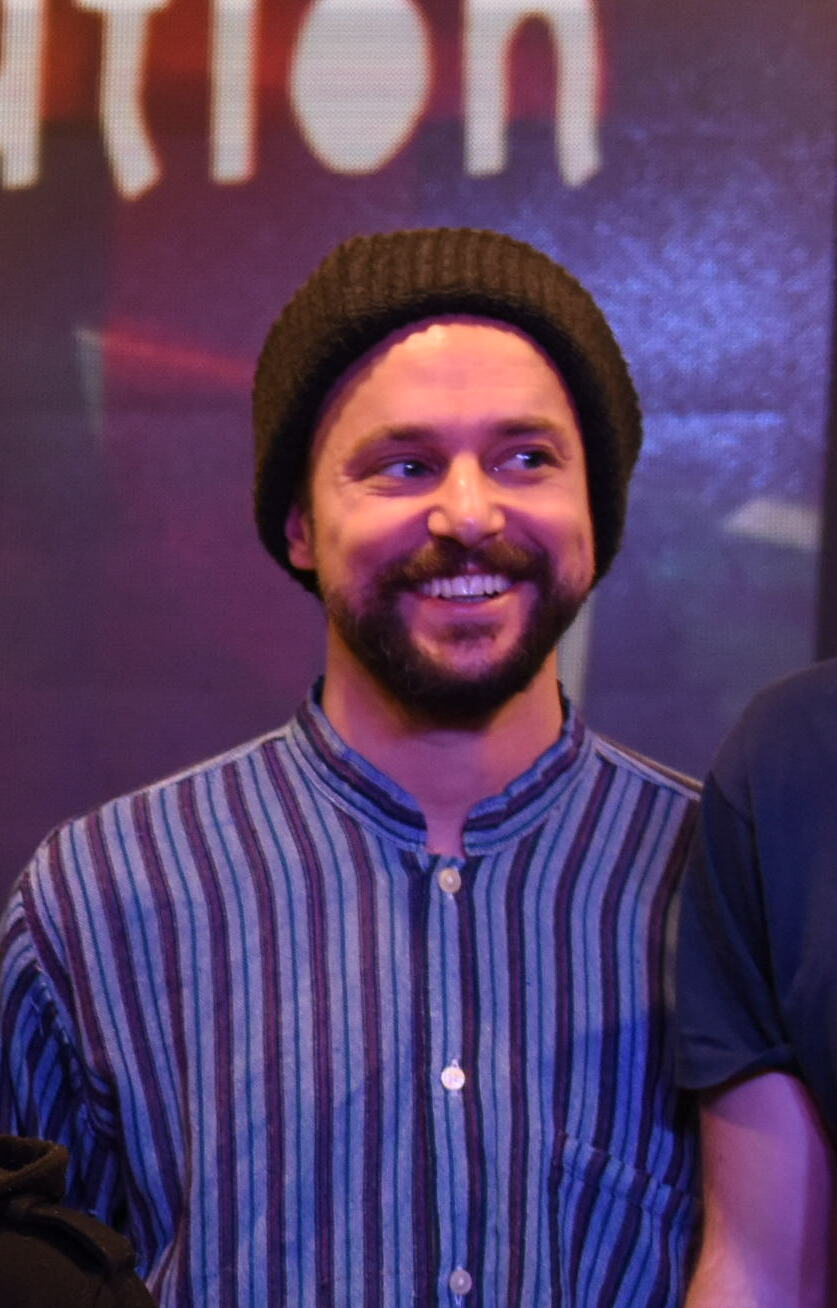
Isaac Carpenter en 2018, cuando formaba parte de la banda Awolnation.

Isaac Heath Carpenter (Tri-Cities, 29 de agosto de 1979) es un músico, productor e ingeniero de sonido estadounidense. Es mayormente conocido por ser el baterista de la banda de rock Guns N' Roses, tras haber formado parte de Awolnation durante una década. También ha sido baterista de la banda de rock alternativo Gosling así como de Loudermilk, la banda de la que surgió Gosling. Con anterioridad, Carpenter tocó para Duff McKagan's Loaded y con la banda de directo de Adam Lambert, y ha participado como músico en directo o en estudio con The Exies, Ours, Seaspin, Black Lab, Marion Raven, Tyga y Unified Theory entre otras formaciones.

## Carrera

### Etapa con Awolnation (2014-2024)
Isaac Carpenter debutó en directo con la banda de rock alternativo Awolnation durante su gira veraniega por el Reino Unido de 2014. También tocó la batería en algunas canciones del segundo álbum de Awolnation, Run.

### Guns N' Roses (2025–presente)
El 20 de marzo de 2025 Guns N' Roses presentó a Carpenter como su nuevo baterista, tres la marcha de Frank Ferrer, con lo que aquel volvía a reunirse con el que fue su compañero en Loaded Duff McKagan. Su primera actuación con la banda fue en la gira Because What You Want & What You Get Are Two Completely Different Things Tour.